# Wereldkampioenschap superbike van Imola 2016
Het wereldkampioenschap superbike van Imola 2016 was de vijfde ronde van het wereldkampioenschap superbike en het wereldkampioenschap Supersport 2016. De races werden verreden op 30 april en 1 mei 2016 op het Autodromo Enzo e Dino Ferrari nabij Imola, Italië.

## Superbike

### Race 1
| Pos | Nr  | Rijder               | Constructeur | Rondes | Tijd                | Grid | Punten |
| --- | --- | -------------------- | ------------ | ------ | ------------------- | ---- | ------ |
| 1   | 7   | Chaz Davies          | Ducati       | 18     | 32:15.999           | 1    | 25     |
| 2   | 1   | Jonathan Rea         | Kawasaki     | 18     | +3.406              | 3    | 20     |
| 3   | 66  | Tom Sykes            | Kawasaki     | 18     | +3.729              | 4    | 16     |
| 4   | 81  | Jordi Torres         | BMW          | 18     | +13.631             | 6    | 13     |
| 5   | 34  | Davide Giugliano     | Ducati       | 18     | +19.948             | 2    | 11     |
| 6   | 2   | Leon Camier          | MV Agusta    | 18     | +25.586             | 7    | 10     |
| 7   | 60  | Michael van der Mark | Honda        | 18     | +27.262             | 11   | 9      |
| 8   | 32  | Lorenzo Savadori     | Aprilia      | 18     | +28.300             | 5    | 8      |
| 9   | 69  | Nicky Hayden         | Honda        | 18     | +29.263             | 9    | 7      |
| 10  | 12  | Javier Forés         | Ducati       | 18     | +29.426             | 12   | 6      |
| 11  | 22  | Alex Lowes           | Yamaha       | 18     | +29.622             | 13   | 5      |
| 12  | 151 | Matteo Baiocco       | Ducati       | 18     | +30.005             | 10   | 4      |
| 13  | 21  | Markus Reiterberger  | BMW          | 18     | +34.667             | 8    | 3      |
| 14  | 25  | Josh Brookes         | BMW          | 18     | +57.050             | 14   | 2      |
| 15  | 15  | Alex de Angelis      | Aprilia      | 18     | +1:03.267           | 16   | 1      |
| 16  | 17  | Karel Abraham        | BMW          | 18     | +1:14.668           | 15   |        |
| 17  | 16  | Joshua Hook          | Kawasaki     | 18     | +1:50.796           | 20   |        |
| 18  | 119 | Paweł Szkopek        | Yamaha       | 16     | +2 ronden           | 19   |        |
| DNF | 11  | Saeed Al Sulaiti     | Kawasaki     | 7      | Uitgevallen         | 21   |        |
| DNF | 9   | Dominic Schmitter    | Kawasaki     | 0      | Ongeluk             | 17   |        |
| DNF | 56  | Péter Sebestyén      | Yamaha       | 0      | Ongeluk             | 18   |        |
| DNS | 44  | Lucas Mahias         | Kawasaki     | 0      | Niet gestart        |      |        |
| DNS | 50  | Sylvain Guintoli     | Yamaha       | 0      | Niet gestart        |      |        |
| DNQ | 4   | Gianluca Vizziello   | Kawasaki     | 0      | Niet gekwalificeerd |      |        |

### Race 2
| Pos | Nr  | Rijder               | Constructeur | Rondes | Tijd         | Grid | Punten |
| --- | --- | -------------------- | ------------ | ------ | ------------ | ---- | ------ |
| 1   | 7   | Chaz Davies          | Ducati       | 19     | 34:07.278    | 1    | 25     |
| 2   | 1   | Jonathan Rea         | Kawasaki     | 19     | +4.262       | 3    | 20     |
| 3   | 66  | Tom Sykes            | Kawasaki     | 19     | +4.604       | 4    | 16     |
| 4   | 34  | Davide Giugliano     | Ducati       | 19     | +13.093      | 2    | 13     |
| 5   | 2   | Leon Camier          | MV Agusta    | 19     | +16.250      | 7    | 11     |
| 6   | 22  | Alex Lowes           | Yamaha       | 19     | +20.078      | 13   | 10     |
| 7   | 81  | Jordi Torres         | BMW          | 19     | +23.622      | 6    | 9      |
| 8   | 69  | Nicky Hayden         | Honda        | 19     | +26.803      | 9    | 8      |
| 9   | 60  | Michael van der Mark | Honda        | 19     | +28.577      | 11   | 7      |
| 10  | 12  | Javier Forés         | Ducati       | 19     | +32.630      | 12   | 6      |
| 11  | 32  | Lorenzo Savadori     | Aprilia      | 19     | +34.669      | 5    | 5      |
| 12  | 21  | Markus Reiterberger  | BMW          | 19     | +38.244      | 8    | 4      |
| 13  | 25  | Josh Brookes         | BMW          | 19     | +41.100      | 14   | 3      |
| 14  | 15  | Alex de Angelis      | Aprilia      | 19     | +1:12.823    | 16   | 2      |
| 15  | 9   | Dominic Schmitter    | Kawasaki     | 19     | +1:55.258    | 17   | 1      |
| 16  | 11  | Saeed Al Sulaiti     | Kawasaki     | 18     | +1 ronde     | 21   |        |
| 17  | 119 | Paweł Szkopek        | Yamaha       | 18     | +1 ronde     | 19   |        |
| DNF | 151 | Matteo Baiocco       | Ducati       | 11     | Uitgevallen  | 10   |        |
| DNF | 17  | Karel Abraham        | BMW          | 1      | Ongeluk      | 15   |        |
| DNF | 4   | Gianluca Vizziello   | Kawasaki     | 1      | Ongeluk      | 22   |        |
| DNF | 16  | Joshua Hook          | Kawasaki     | 1      | Ongeluk      | 20   |        |
| DNS | 44  | Lucas Mahias         | Kawasaki     | 0      | Niet gestart |      |        |
| DNS | 50  | Sylvain Guintoli     | Yamaha       | 0      | Niet gestart |      |        |
| DNS | 56  | Péter Sebestyén      | Yamaha       | 0      | Niet gestart |      |        |

## Supersport
De race werd na 3 ronden afgebroken vanwege een ongeluk van Christian Gamarino. Later werd de race herstart over een lengte van 11 ronden. Lorenzo Zanetti werd gediskwalificeerd omdat delen van zijn motorblok niet aan de reglementen voldeden.
| Pos | Nr  | Rijder                | Constructeur | Rondes | Tijd              | Grid | Punten |
| --- | --- | --------------------- | ------------ | ------ | ----------------- | ---- | ------ |
| 1   | 1   | Kenan Sofuoğlu        | Kawasaki     | 11     | 20:37.091         | 2    | 25     |
| 2   | 16  | Jules Cluzel          | MV Agusta    | 11     | +1.429            | 1    | 20     |
| 3   | 2   | P.J. Jacobsen         | Honda        | 11     | +3.013            | 3    | 16     |
| 4   | 25  | Alex Baldolini        | MV Agusta    | 11     | +7.179            | 8    | 13     |
| 5   | 61  | Alessandro Zaccone    | Kawasaki     | 11     | +8.144            | 12   | 11     |
| 6   | 69  | Ondřej Ježek          | Kawasaki     | 11     | +9.419            | 10   | 10     |
| 7   | 64  | Federico Caricasulo   | Honda        | 11     | +9.942            | 7    | 9      |
| 8   | 86  | Ayrton Badovini       | Honda        | 11     | +10.183           | 6    | 8      |
| 9   | 88  | Nicolás Terol         | MV Agusta    | 11     | +18.734           | 13   | 7      |
| 10  | 111 | Kyle Smith            | Honda        | 11     | +19.964           | 14   | 6      |
| 11  | 19  | Kevin Wahr            | Honda        | 11     | +20.771           | 16   | 5      |
| 12  | 55  | Illia Mykhalchyk      | Kawasaki     | 11     | +20.970           | 20   | 4      |
| 13  | 47  | Axel Bassani          | Kawasaki     | 11     | +21.068           | 17   | 3      |
| 14  | 44  | Roberto Rolfo         | MV Agusta    | 11     | +23.266           | 15   | 2      |
| 15  | 77  | Kyle Ryde             | Yamaha       | 11     | +24.401           | 22   | 1      |
| 16  | 11  | Christian Gamarino    | Kawasaki     | 11     | +27.125           | 18   |        |
| 17  | 41  | Aiden Wagner          | MV Agusta    | 11     | +31.104           | 21   |        |
| 18  | 81  | Luke Stapleford       | Triumph      | 11     | +34.357           | 36   |        |
| 19  | 78  | Hikari Okubo          | Honda        | 11     | +36.600           | 26   |        |
| 20  | 53  | Nicola Morrentino jr. | Yamaha       | 11     | +38.360           | 19   |        |
| 21  | 6   | Davide Stirpe         | Kawasaki     | 11     | +39.170           | 24   |        |
| 22  | 10  | Nacho Calero          | Kawasaki     | 11     | +42.957           | 27   |        |
| 23  | 9   | Jed Metcher           | Honda        | 11     | +46.851           | 28   |        |
| 24  | 71  | Christoffer Bergman   | Honda        | 11     | +47.731           | 30   |        |
| 25  | 63  | Zulfahmi Khairuddin   | Kawasaki     | 11     | +48.490           | 11   |        |
| 26  | 23  | Cédric Tangre         | Suzuki       | 11     | +48.590           | 31   |        |
| 27  | 84  | Loris Cresson         | Kawasaki     | 11     | +53.858           | 33   |        |
| 28  | 12  | Christopher Gobbi     | Yamaha       | 11     | +54.781           | 25   |        |
| 29  | 83  | Lachlan Epis          | Kawasaki     | 11     | +1:11.106         | 34   |        |
| 30  | 50  | Braeden Ortt          | Honda        | 10     | +1 ronde          | 37   |        |
| DNF | 119 | János Chrobák         | MV Agusta    | 8      | Ongeluk           | 29   |        |
| DNF | 65  | Michael Canducci      | Kawasaki     | 5      | Ongeluk           | 23   |        |
| DNF | 7   | Angelo Licciardi      | Kawasaki     | 5      | Uitgevallen       | 35   |        |
| DNF | 4   | Gino Rea              | MV Agusta    | 4      | Schade ongeluk    | 9    |        |
| DNF | 35  | Stefan Hill           | Honda        | 2      | Ongeluk           | 32   |        |
| DSQ | 87  | Lorenzo Zanetti       | MV Agusta    | 11     | Gediskwalificeerd | 5    |        |
| DNS | 21  | Randy Krummenacher    | Kawasaki     | 0      | Niet gestart      |      |        |

## Tussenstanden na wedstrijd

### Superbike
| Pos | Nr | Rijder               | Team     | Punten |
| --- | -- | -------------------- | -------- | ------ |
| 1   | 1  | Jonathan Rea         | Kawasaki | 221    |
| 2   | 7  | Chaz Davies          | Ducati   | 186    |
| 3   | 66 | Tom Sykes            | Kawasaki | 154    |
| 4   | 60 | Michael van der Mark | Honda    | 106    |
| 5   | 34 | Davide Giugliano     | Ducati   | 88     |

### Supersport
| Pos | Nr  | Rijder             | Team      | Punten |
| --- | --- | ------------------ | --------- | ------ |
| 1   | 1   | Kenan Sofuoğlu     | Kawasaki  | 86     |
| 2   | 21  | Randy Krummenacher | Kawasaki  | 71     |
| 3   | 16  | Jules Cluzel       | MV Agusta | 58     |
| 4   | 111 | Kyle Smith         | Honda     | 46     |
| 5   | 25  | Alex Baldolini     | MV Agusta | 44     |

2001 · 2002 · 2003 · 2004 · 2005 · 2006 · 2009 · 2010 · 2011 · 2012 · 2013 · 2014 · 2015 · 2016 · 2017 · 2018 · 2019 · 2023